# Basilia anceps
Basilia anceps är en tvåvingeart som beskrevs av Guimaraes och Andretta 1956. Basilia anceps ingår i släktet Basilia och familjen lusflugor. Inga underarter finns listade i Catalogue of Life.